# Gastón Cid
Gastón Cid (Santiago, 2 de junio de 1963) es un exfutbolista profesional chileno. Su puesto habitual era volante defensivo. Cid tuvo una trayectoria de más de 18 años, destacando sus inicios en Universidad Católica, donde consiguió un título mundial a nivel sub-19 y otros logros en la Primera División de Chile. Posteriormente se desempeñó en Deportes La Serena y Deportes Melipilla.

## Trayectoria
Jugó su primer partido en Universidad Católica con 16 años y 9 meses, transformándose en uno de los jugadores más jóvenes en debutar en la historia del club. Con su equipo formador, Cid se consagró campeón del mundo juvenil al ganar el Torneo Internacional de Croix Sub-19 1980, junto a otros jugadores de su generación como Juvenal Olmos, Danilo Chacón, Patricio Mardones y Pablo Yoma. Años después, integró el plantel campeón de Copa Polla Gol, Copa de la República y posteriormente del Torneo oficial 1984, campaña en la cual estuvo presente en seis partidos. En las siguientes temporadas, Cid era considerado una alternativa para el entrenador Ignacio Prieto. En 1986, fue expulsado en un clásico universitario de la Copa Polla Gol.
Tras salir de su club formador, jugó en Provincial Osorno, Deportes La Serena y Deportes Melipilla.

## Clubes
| Club                 | País  | Año       |
| -------------------- | ----- | --------- |
| Universidad Católica | Chile | 1984-1986 |
| Provincial Osorno    | Chile | 1986      |
| Deportes La Serena   | Chile | 1987-1994 |
| Deportes Melipilla   | Chile | 1995-1997 |

## Palmarés

### Torneos nacionales
| Título           | Club                 | País  | Año  |
| ---------------- | -------------------- | ----- | ---- |
| Copa Chile       | Universidad Católica | Chile | 1983 |
| Copa República   | Universidad Católica | Chile | 1983 |
| Primera División | Universidad Católica | Chile | 1984 |
| Primera B        | Deportes La Serena   | Chile | 1987 |

### Torneos internacionales
| Título                               | Equipo               | País  | Año  |
| ------------------------------------ | -------------------- | ----- | ---- |
| Torneo Internacional de Croix Sub-19 | Universidad Católica | Chile | 1980 |